# تپه مال بازار
تپه مال بازار مربوط به دوران پیش از تاریخ ایران باستان است و در آق قلا، شمال کمربندی، جنب بازار فروش دام واقع شده و این اثر در تاریخ ۷ مرداد ۱۳۸۲ با شمارهٔ ثبت ۹۳۳۳ به‌عنوان یکی از آثار ملی ایران به ثبت رسیده است.